# Bakonyszücs
Bakonyszücs is een plaats (község) en gemeente in het Hongaarse comitaat Veszprém. Bakonyszücs telt 376 inwoners (2001).